# Tortelli alla piacentina
Si definiscono tortelli alla piacentina (turtéi in piacentino) un tipo di pasta ripiena tipico della provincia italiana di Piacenza. Tradizionalmente sono considerati un piatto di magro, cioè quelli privi di carne il cui consumo era concesso dalla Chiesa cattolica nei giorni di venerdì, durante la Quaresima o alla vigilia delle principali festività cristiane. Sebbene siano frequentemente confezionati con due caratteristiche "code" (turtéi cun la cua,  turtéi cun il cui in piacentino), che conferiscono loro la distintiva "forma a caramella", sono anche preparati in forma rettangolare.

## Ricetta[1][2]
All'impasto, composto da farina, acqua, uova e sale, si aggiunge un ripieno costituito da ricotta, spinaci, Grana Padano, noce moscata, uova e sale.
Vengono generalmente conditi con il burro fuso, che può essere insaporito con qualche foglia di salvia e formaggio grana. A differenza di altre zone del Nord Italia, nelle quali i tortelli di "magro" vengono condititi solo con burro fuso, in provincia di Piacenza è abbastanza diffuso servire il piatto con un intingolo a base di funghi porcini (che può contenere anche la salsa di pomodoro, oppure essere "in bianco").

## Origini
La tradizione delle paste ripiene dell'Italia settentrionale viene fatta risalire al Medioevo. La ricetta del territorio di Piacenza era nota a Giovanni Boccaccio, che definiva semplicemente piasentino la varietà locale del tortello.
Secondo alcune ricerche, la caratteristica chiusura della pasta con due "code" alle estremità è menzionata a partire dal 1351, l'anno in cui il nobile piacentino Bernardo Anguissola ospitò Francesco Petrarca al castello di Vigolzone (PC). Fu il feudatario a chiedere al personale di cucina di modificare dei comuni ravioli in un qualcosa di più originale e visivamente gradevole per i canoni estetici del poeta laureato a Roma in Campidoglio.
Con la stessa conformazione furono apprezzati e descritti anche da un altro poeta, Giosuè Carducci, ospitato al castello nel 1888 dal conte Cesare Anguissola.

## Riconoscimenti
I tortelli alla piacentina sono iscritti nell'elenco dei Prodotti agroalimentari tradizionali stilato dal Ministero delle politiche agricole alimentari e forestali e sono valorizzati con la Denominazione comunale d'origine a Vigolzone (PC).